# Камерон, Дональд
Дональд Юэн Камерон (англ. Donald Ewen Cameron) (24 декабря 1901, Бридж-оф-Аллан, Шотландия — 8 сентября 1967, Лейк-Плэсид, США) — американский психиатр. Родился в Бридж-оф-Аллан и в 1924 году окончил Университет Глазго.

## Жизнь и творчество
Жил и работал в Олбани в штате Нью-Йорк, принимал участие в проводимых в Канаде экспериментах по разработанному ЦРУ в Соединенных Штатах проекту «МК-Ультра» — программе по целенаправленному управлению сознанием, результатом которой в конечном счете стала публикация руководства по допросу для контрразведки KUBARK.
Камерон был автором концепции психического управления, к которой проявило особый интерес ЦРУ. В ней он изложил свою теорию по коррекции помешательства, заключающуюся в стирании имеющейся памяти и полной переделке личности. Начав работать на ЦРУ, каждую неделю он ездил на работу в Монреаль, в Аллан Мемориал Институт Университета Макгилла. С 1957 по 1964 год для проведения экспериментов по проекту «МК-Ультра» ему было выделено 69 тысяч долларов. ЦРУ, вероятно, дало ему возможность проводить смертельно опасные эксперименты по той причине, что они должны были ставиться на людях, не являющихся гражданами США. Однако из документов, появившихся в 1977 году, выяснилось, что в течение этого периода времени через них прошло тысячи невольных, а также добровольных участников, включая граждан Соединенных Штатов.
Наряду с экспериментами с ЛСД Камерон также проводил эксперименты с различными веществами нервно-паралитического действия и электросудорожной терапией, электрический разряд при которой превышал терапевтический в 30—40 раз. Его эксперименты по «управлению» заключались в том, что участников непрерывно в течение нескольких месяцев (в одном случае до трех месяцев) вводили медикаментозными средствами в коматозное состояние и при этом заставляли прослушивать записанные на магнитофонную ленту и многократно воспроизводимые звуки или простые повторяющиеся команды. Эксперименты обычно проводились на людях, обратившихся в институт с незначительными проблемами, такими как неврозы тревоги или послеродовая депрессия. Многим из них эти эксперименты постоянно приносили страдания. Работы Камерона в данной области получили начало и шли параллельно с работами английского психиатра д-ра Уильяма Сарджанта, который проводил фактически те же эксперименты в клинике Св. Фомы в Лондоне и белмонтской клинике в Сарее, также без получения согласия пациентов.
Именно в это время Камерон приобрел мировую известность, занимая пост второго президента Всемирной психиатрической ассоциации, а также президента Канадской и Американской психиатрической ассоциации. Десятью годами ранее он также являлся членом Нюрнбергского процесса над врачами, где выдвигал немецким врачам обвинение в преступлениях, которые сам совершал в период с 1934 по 1960 год и позднее, несмотря на то, что его научно-исследовательская работа, выполняемая по заказу Управления стратегических служб во время Второй мировой войны, никогда не являлась засекреченной.